# Ravil Iakoubov
Pour les articles homonymes, voir Iakoubov.
Ravil Amirovitch Iakoubov - en russe : Равиль Амирович Якубов et en anglais : Ravil Yakubov (né le 26 juillet 1970 à Moscou en URSS) est un joueur professionnel russe de hockey sur glace devenu entraîneur.

## Carrière de joueur
Il commence sa carrière en senior avec son club formateur du HK Dinamo Moscou et remporte le championnat URSS 1991 dès sa première saison. Il ajoute à son palmarès les championnats de Russie 1992, 1993 et 1995. Il est choisi au cours du repêchage d'entrée 1992 de la Ligue nationale de hockey par les Flames de Calgary en 6e ronde, 126e position. En 1996-1997, il part en Amérique du Nord et évolue dans Ligue américaine de hockey et la Ligue internationale. Il passe la saison 1997-1998 avec le MODO hockey dans l'Elitserien. Il revient en Russie et s'aligne avec l'Avangard Omsk. Il met un terme à sa carrière en 2005 après deux saisons avec le Sibir Novossibirsk. Il est alors devenu entraîneur chez les équipes de jeunes du Dinamo Moscou.

## Carrière internationale
Il a représenté la Russie au niveau international.

## Trophées et honneurs personnels
Superliga
- 1999-2000: nommé dans l'équipe type (Maksim Souchinski - Ravil Iakoubov - Dmitri Zatonski).
- 2002 : participe au Match des étoiles avec l'équipe Est.

## Statistiques

### En club
| Saison    | Équipe               | Ligue      |    | Saison régulière | Saison régulière | Saison régulière | Saison régulière | Saison régulière |    | Séries éliminatoires | Séries éliminatoires | Séries éliminatoires | Séries éliminatoires | Séries éliminatoires |
| Saison    | Équipe               | Ligue      | PJ | B                | A                | Pts              | Pun              | PJ               | B  | A                    | Pts                  | Pun                  |                      |                      |
| 1990-1991 | Dinamo Moscou        | URSS       | 31 | 4                | 4                | 8                | 6                |                  |    |                      |                      |                      |                      |                      |
| 1991-1992 | Dinamo Moscou        | Superliga  | 32 | 11               | 2                | 13               | 18               |                  |    |                      |                      |                      |                      |                      |
| 1992-1993 | Dinamo Moscou        | Superliga  | 40 | 7                | 13               | 20               | 26               |                  |    |                      |                      |                      |                      |                      |
| 1993-1994 | Dinamo Moscou        | Superliga  | 44 | 12               | 12               | 24               | 30               |                  |    |                      |                      |                      |                      |                      |
| 1994-1995 | Dinamo Moscou        | Superliga  | 49 | 15               | 8                | 23               | 38               | --               | -- | --                   | --                   | --                   |                      |                      |
| 1995-1996 | Dinamo Moscou        | Superliga  | 45 | 12               | 16               | 28               | 34               |                  |    |                      |                      |                      |                      |                      |
| 1996-1997 | Flames de Saint-Jean | LAH        | 24 | 3                | 5                | 8                | 18               | --               | -- | --                   | --                   | --                   |                      |                      |
| 1996-1997 | Komets de Fort Wayne | LIH        | 6  | 0                | 2                | 2                | 2                | --               | -- | --                   | --                   | --                   |                      |                      |
| 1996-1997 | Grizzlies de l'Utah  | LIH        | 13 | 3                | 8                | 11               | 8                | 7                | 3  | 0                    | 3                    | 0                    |                      |                      |
| 1997-1998 | MODO hockey          | Elitserien | 40 | 10               | 9                | 19               | 36               | 9                | 1  | 0                    | 1                    | 6                    |                      |                      |
| 1998-1999 | Avangard Omsk        | Superliga  | 32 | 7                | 10               | 17               | 16               | 3                | 0  | 1                    | 1                    | 2                    |                      |                      |
| 1999-2000 | Avangard Omsk        | Superliga  | 38 | 8                | 22               | 30               | 40               |                  |    |                      |                      |                      |                      |                      |
| 2000-2001 | Avangard Omsk        | Superliga  | 44 | 5                | 12               | 17               | 73               |                  |    |                      |                      |                      |                      |                      |
| 2001-2002 | Dinamo Moscou        | Superliga  | 50 | 8                | 11               | 19               | 20               |                  |    |                      |                      |                      |                      |                      |
| 2002-2003 | Avangard Omsk        | Superliga  | 48 | 3                | 11               | 14               | 38               | 12               | 1  | 1                    | 2                    | 10                   |                      |                      |
| 2003-2004 | Sibir Novossibirsk   | Superliga  | 57 | 3                | 18               | 21               | 32               | --               | -- | --                   | --                   | --                   |                      |                      |
| 2004-2005 | Sibir Novossibirsk   | Superliga  | 54 | 2                | 9                | 11               | 48               | --               | -- | --                   | --                   | --                   |                      |                      |

### En équipe nationale
| Année | Équipe | Compétition |   | PJ | B | A | Pts | Pun             |  | Résultat |
| 1995  | Russie | CM          | 6 | 0  | 1 | 1 | 2   | Cinquième place |  |          |